# It’s Alright For You
It’s Alright For You (englisch für Es ist in Ordnung für dich) ist ein Lied der britischen Rockband The Police. Es wurde von Stewart Copeland und Sting geschrieben und erschien auf dem zweiten Studioalbum der Band, Reggatta de Blanc.

## Text und Musik
Eine Instrumentalversion wurde 1978 in der Punk-betonten Frühphase der Band von Stewart Copeland aufgenommen. Copeland spielte alle Instrumente bis auf das Slide-Gitarren-Solo, das Andy Summers ergänzte.
Der Kritiker Greg Prato bezeichnete das Lied als „energischen Rocker“.

## Besetzung
- Stewart Copeland: Schlagzeug, E-Bass, E-Gitarre
- Sting: Gesang
- Andy Summers: Slide-Gitarren-Solo